# Psyrassa levicollis
Psyrassa levicollis là một loài bọ cánh cứng trong họ Cerambycidae.